# Martinsyde S.1
El Martin-Handasyde Scout 1 (S.1) fue un avión biplano británico de la primera parte de la Primera Guerra Mundial, construido por Martin-Handasyde Limited.

## Diseño y desarrollo
En 1914 aparecieron los Bristol Scout, Sopwith Tabloid y los S.E. de la Royal Aircraft Factory, demostrando las cualidades del biplano, como su construcción más fuerte y ligera respecto al monoplano, sacando más rendimiento a los motores existentes. Para conseguir encargos de diseño y producción, no había otra opción que someterse a los requisitos del RFC.
En el verano de ese año, Martinsyde se centró en un nuevo diseño biplano, el S.1, un explorador monoplaza. El aparato se presentó en otoño, mostrando un aspecto completamente convencional. Su motor rotativo Gnome de 80 hp poseía una capota completa, entrando el aire de refrigeración por una abertura horizontal. La construcción era en madera, con recubrimiento de tela. Se parecía mucho al Tabloid, por sus alas de un solo vano y apariencia compacta. Una característica inusual era el tren de aterrizaje, donde dos pequeñas ruedas de morro estaban montadas en las puntas delanteras de los patines, por delante de las dos ruedas principales, dándole una apariencia práctica pero engorrosa.Esta disposición fue cambiada posteriormente a una más simple de tipo V. Las alas poseían cuatro alerones, abandonando la deformación alar.
Las prestaciones eran inferiores a las del Tabloid, alcanzando una velocidad máxima 5 mph menor que la del Sopwith, consecuencia de su tamaño ligeramente mayor, y adoleciendo de inestabilidad longitudinal y de mala respuesta de los alerones.

## Historia operacional
Se construyeron sesenta de los S.1 y fueron utilizados durante aproximadamente 6 meses en el frente occidental por el Real Cuerpo Aéreo, antes de ser relegados al entrenamiento. Aunque inicialmente estaba destinado a ser usado en la Home Defense (Defensa Interior) operando desde el Reino Unido, se descubrió que también era inadecuado para eso. Se informó que era inestable, y era el avión que el capitán Louis Strange estaba volando en un combate contra un biplaza alemán, cuando tuvo lugar uno de los incidentes más extraños de la Primera Guerra Mundial. Estaba cambiando un tambor de su ametralladora Lewis superior, cuando el avión volcó y él se cayó. Sin embargo, se aferró con una mano a la empuñadura del arma y de alguna manera logró enganchar una pierna en la cabina y luego la otra. El avión se enderezó y él cayó hacia atrás, rompiendo el asiento. La tripulación alemana, convencida de haber visto caer a su oponente, reclamó un derribo y fue objeto de burlas después, cuando no se encontraron restos (así lo contó el as Bruno Loerzer, que estaba basado en el área).

## Operadores
Australia
- Cuerpo Aéreo australiano

 Reino Unido
- Real Cuerpo Aéreo

## Especificaciones
Referencia datos: War Planes of the First World War: Volume One Fighters. 

### Características generales
- Tripulación: Uno (piloto)
- Longitud: 6,4 m (21 ft)
- Envergadura: 8,4 m (27,7 ft)
- Altura: 2,5 m (8,2 ft) [4]
- Superficie alar: 26 m² (280 ft²)
- Planta motriz: 1× motor rotativo de siete cilindros refrigerado por aire Gnome Lambda.
  - Potencia: 60 kW (83 HP; 82 CV)
- Hélices: Bipala de paso fijo

### Rendimiento
- Velocidad máxima operativa (Vno): 140 km/h (87 MPH; 76 kt)

### Armamento
- Ametralladoras: 

  - 1x Lewis de 7,7 mm frontal fija sobre el ala superior